# Machín
Machín je název menšího, zhruba 2650 m n. m. vysokého stratovulkánu, ležícího na jižním okraji masivu Ruiz-Tolima, asi 20 km severozápadně od kolumbijského města Ibagué. Vrchol sopky je ukončen kalderou o průměru asi 3 km. Se vznikem kaldery jsou spojeny objemné pyroklastické proudy, které jsou uloženy až do vzdálenosti 40 km od vulkánu. Pozdější erupce v holocénu vyprodukovaly dacitové bloky a popelové proudy, ležící na jihozápadním okraji kaldery.